# 滋賀県道18号大津草津線
滋賀県道18号大津草津線（しがけんどう18ごう おおつくさつせん）は、滋賀県大津市から草津市に至る県道（主要地方道）である。

## 概要
滋賀県大津市大津港口交差点を起点に滋賀県道558号高島大津線より分岐して、琵琶湖を架かる近江大橋を渡り、草津市の国道1号・野路町交差点までを結ぶ延長9.7 kmの県道である。別名、近江大橋西詰以西の大津側を湖岸道路、なぎさ通り、草津側の近江大橋・橋岡中央交点間は大津湖南幹線とよばれる。全線にわたっては近江大橋線とも。
滋賀県の県庁所在地である大津市と、滋賀県の産業経済の発展の中心である湖南・湖東地域を結ぶ国道1号のバイパスになりうる道路として1971年（昭和46年）に県道に認定されて、近江大橋有料道路として着手されており、2013年（平成25年）12月25日まで、大津市丸の内町交点・草津市矢橋中央交点間は、近江大橋有料道路であった。大津市浜大津1丁目（大津港口交差点） - 草津市矢橋町（矢橋中央交差点）間の延長7.7 km区間については、1987年（昭和62年）8月10日の道の日に、旧建設省と「道の日」実行委員会により制定された、「日本の道100選」の一つに選定されており、ほぼこの区間の全線が4車線となっている。近江大橋西詰付近の中央分離帯に、近江八景の一つ「矢橋の帰帆」を表現したモニュメントがあり、日本の道100選の顕彰碑となっている。1日の交通量は、約3万6000台ほどである。

### 路線データ
- 起点：大津市浜大津1丁目（滋賀県道558号高島大津線交点）
- 終点：草津市野路1丁目（国道1号交点）

## 歴史
かつての大津市内の東海道は、逢坂山から浜大津を経て膳所の城下町を屈曲し、粟津から唐橋に抜けていたが、旧東海道を継ぐ国道1号では旧東海道の南側に並行して大津市街地を離れてバイパスが付けられた。本県道は琵琶湖面の埋立で造成された土地（打出浜・におの浜）に新しくつけられ、1971年（昭和46年）に道路法に基づき県道の路線に認定されたものである。この造成地は、公共施設や百貨店、マンション、ホテルなどが集中し、次第に交通量が増加したことにより、交通渋滞、事故、騒音など交通環境の悪化を招いた。歩道もガードレールで仕切られた狭いもので歩行者の通行も危ない状態であった。近江大橋の拡幅をきっかけに1983年（昭和58年）から3ヵ年計画で、シンボルロードとして県の修景緑化事業等が実施され、現在は歩行者や車がスムーズに通行できる道路として生まれ変わった。事業後、事故件数そのものは減少したものの、危険でないと過信したことによる事故が見られるようになった。
近江大橋やその取り付け道路は往復2車線で建設されていたが、当初より4車線化できるように用地買収や基礎工事が行われており、供用開始後の近江大橋の営業成績が良かったことから1985年（昭和60年）3月から往復4車線で供用開始された。
- 1950年（昭和25年）1月 - 大津市が都市計画として湖岸道路を整備することを決定[9]。これに前後する1949年（昭和24年）から1951年（昭和26年）の3か年に紡績工場から排出された石炭ガラで琵琶湖を埋め立てて浜大津から紺屋が関までの800 mを完成させた[9]。その後、1951年（昭和25年）から1957年（昭和32年）にかけて島の関から馬場の1.3 kmの区間が造成され、1958年（昭和33年）から1964年（昭和39年）にかけて馬場から現在近江大橋がある付近までの1.3 kmの造成が完成した[9]。
- 1971年（昭和46年）6月26日 - 建設省（現・国土交通省）から主要地方道に指定。
- 1971年（昭和46年）9月13日 - 滋賀県が県道として認定[10]。
- 2013年（平成25年）12月26日 - 近江大橋が無料開放された[11]。

## 道路施設
大津市島ノ関から丸ノ内町まで行われた県の修景緑化事業では全幅員26.0 m（メートル）、3.25 m×4車線の道路に2.0 mの植樹帯が両側に設けられ、高さ7 - 8 mのクスノキが約260本、カンツバキなどの低木が約3500本植えられている。また、幅3.0 mの中央分離帯にはケヤキ・トウカエデなどの高木を約65本植えられた。同時に電線の地中化も行われる。道路照明灯や信号機は増設が行われたが、耐候性鋼板に地味な色を塗装したものを用いて周囲の環境から浮かないように配慮した。両側2.5 mの歩道には信楽焼のレンガタイルを用いた。進行方向にタイルを張り、歩道の中央には魚・小動物・昆虫などを抽象化した絵のタイル28種7組を10 m間隔で設置した。また、歩道の段差を少なくして沿道からスムーズに出入りできるようになっている。

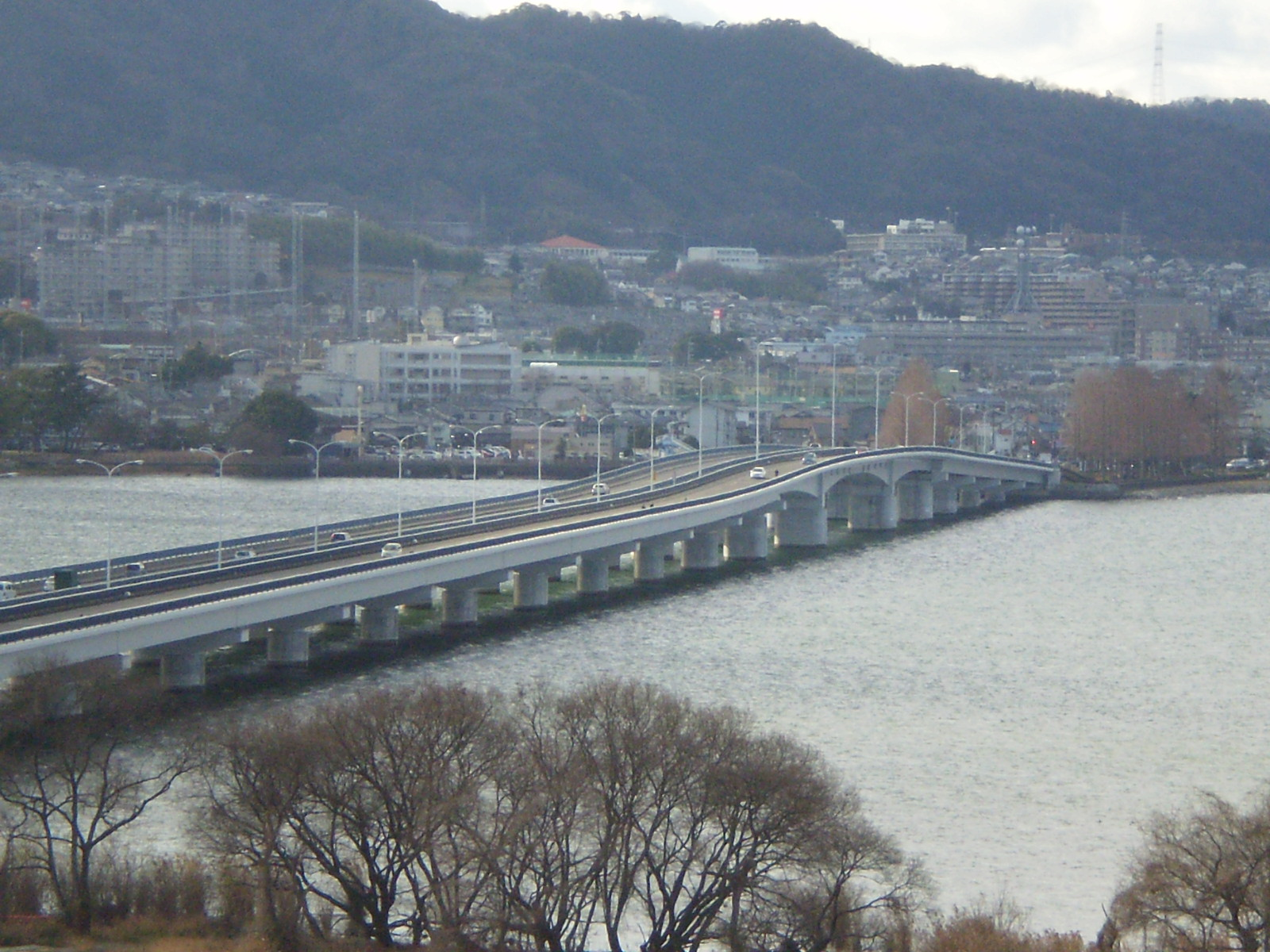
近江大橋、草津市側から大津市をのぞむ

### 近江大橋
琵琶湖に架かるPC橋。中央径間は、3径間連続有鉸ラーメン箱桁橋で主桁が緩やかに上下湾曲する特徴ある形状を持つ。橋長1290 m、4車線両側歩道。琵琶湖大橋に次ぐ第二の琵琶湖に架かる橋として完成した。
近江大橋の取り付け道路を建設するにあたり、地元から交通安全対策と農道の新設が要求され、建設を担当した滋賀県道路公社は地下道7ヶ所、横断歩道橋3ヶ所を新設し、さらに取り付け道路の両側には幅員2 mの農道を約1 km（キロメートル）新設している。

## 地理

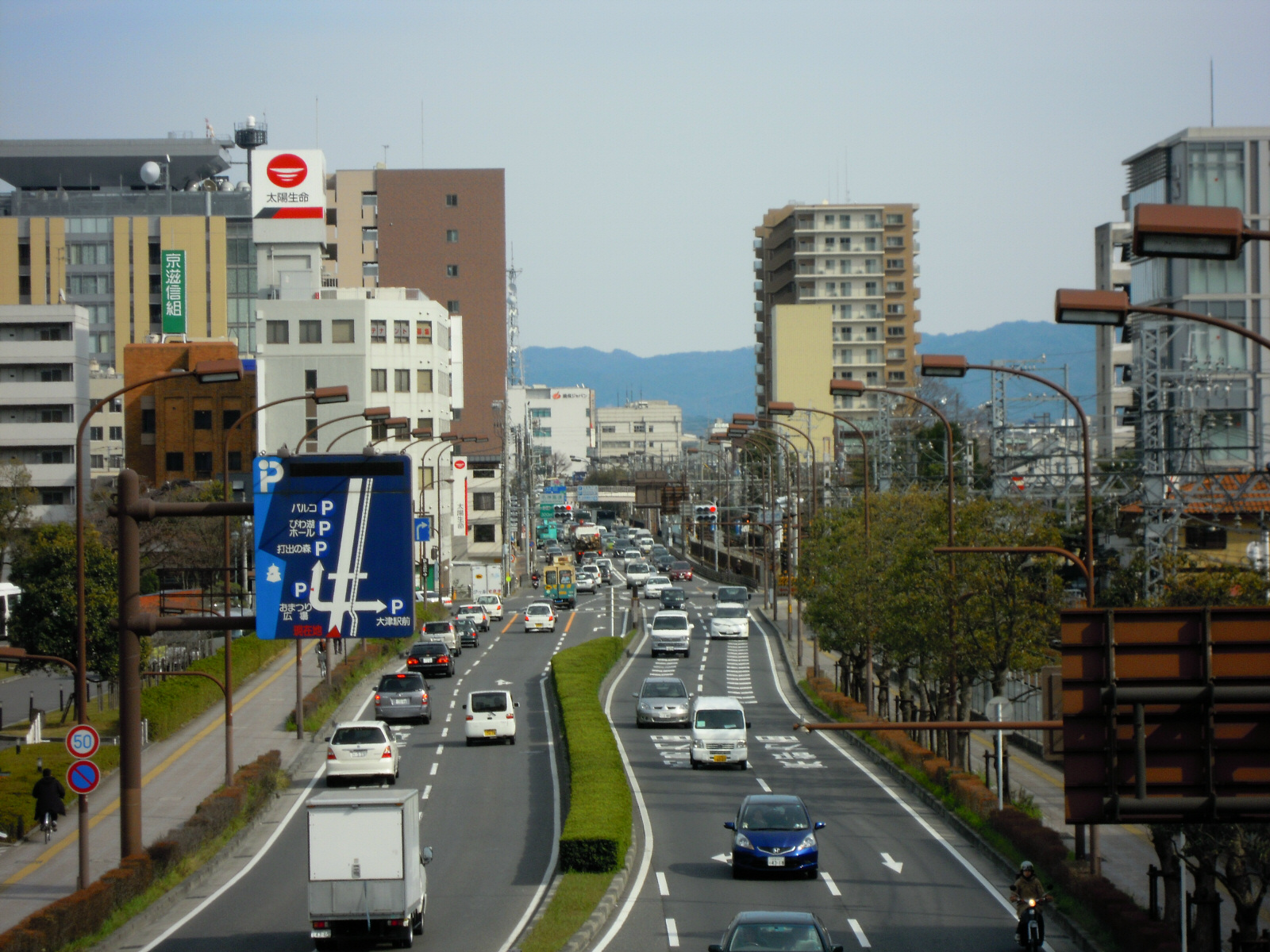
浜大津付近から草津市方面をのぞむ

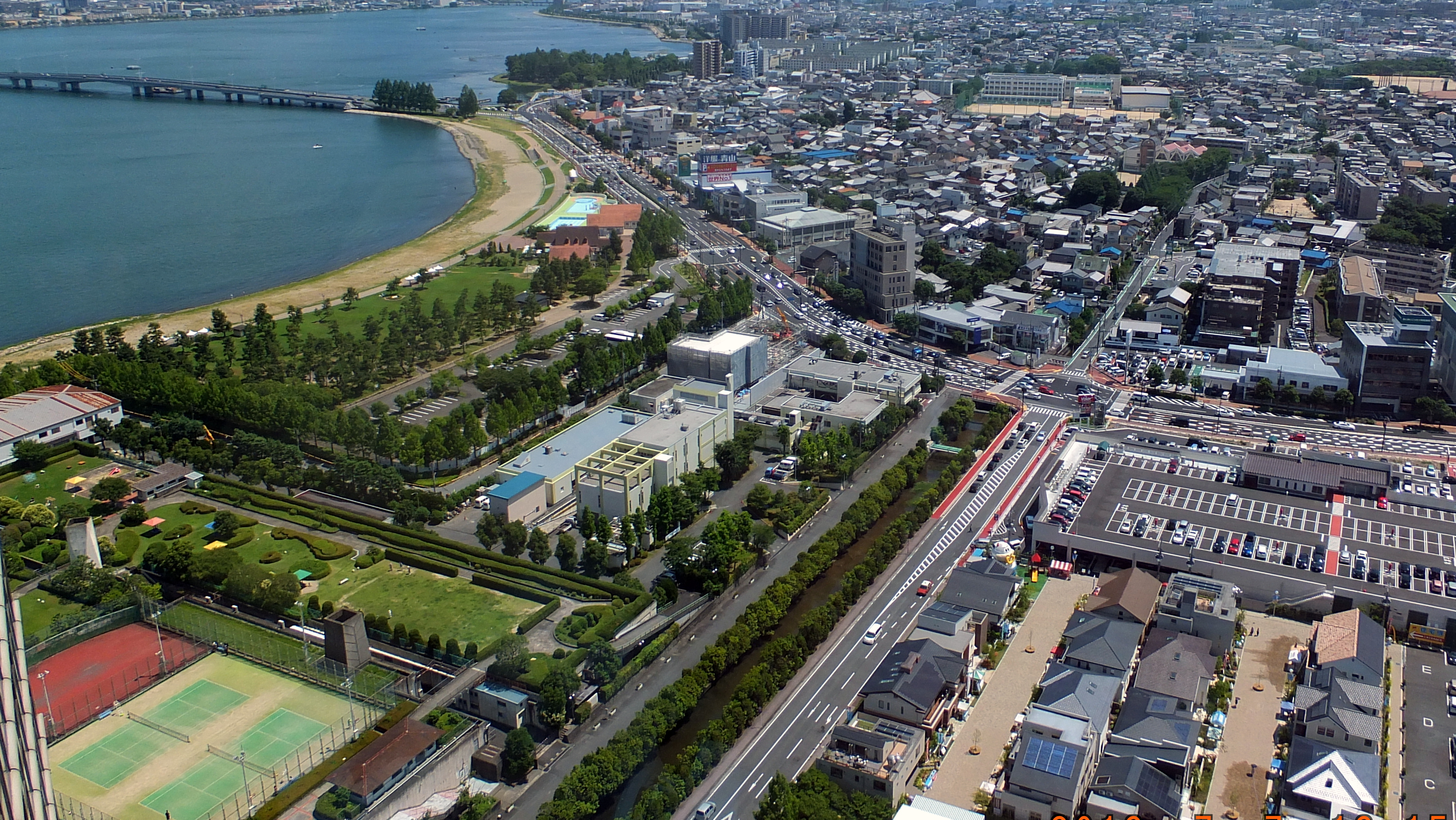
画面上部の片側2車線の道路が滋賀県道18号大津草津線。画面左上に近江大橋が写る

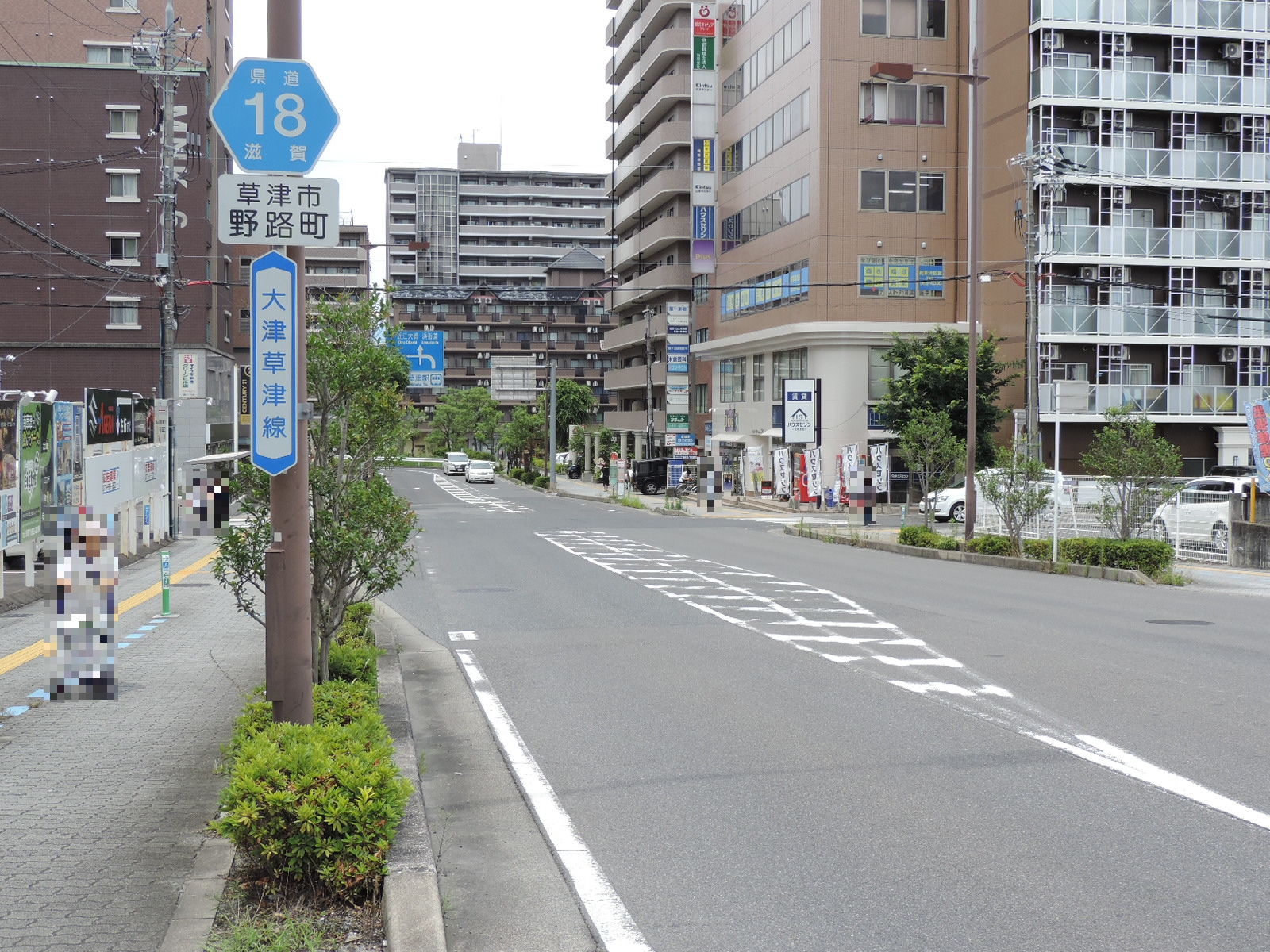
終点付近から大津市方面をのぞむ（草津市野路町）

滋賀県道558号高島大津線との分岐点である大津港口交差点は当県道の起点となっており、交差点の東に1586年（天正14年）に築城された大津城跡でもある大津港があり、観光外輪船や学習船などの発着場となっている。大津市街地の県道沿いには、『平家物語』でよく知られる源義仲（木曽義仲）と俳人・松尾芭蕉を葬った義仲寺がある。近江大橋西詰には市民公園である大津湖岸なぎさ公園と、徳川家康が最初に築いた城で知られる膳所城の本丸跡があった膳所城跡公園がある。

### 通過する自治体
- 大津市
- 草津市

### 交差する道路
- 滋賀県道558号高島大津線 西近江路（大津市浜大津1丁目・大津港口交差点、起点）
- 滋賀県道102号大津湖岸線（大津市丸の内町・近江大橋西詰交差点）
- 滋賀県道26号大津守山近江八幡線（草津市新浜町・新浜町交差点）
- 滋賀県道42号草津守山線（草津市矢橋町・矢橋中央交差点）
- 国道1号（草津市野路1丁目・野路町交差点、終点）

### 沿線にある施設など
- 明日都浜大津（大津市ふれあいプラザ、浜大津郵便局）
- 京阪石山坂本線、京津線 びわ湖浜大津駅
- 大津港
- 浜大津アーカス
- 琵琶湖ホテル
- 大津市立中央小学校
- 京阪石山坂本線 島ノ関駅
- 滋賀県立琵琶湖文化館
- 大津中央郵便局
- 京阪石山坂本線 石場駅
- NHK大津放送局
- 大津警察署
- Oh!me大津テラス
- 義仲寺
- びわ湖大津プリンスホテル
- 大津湖岸なぎさ公園
- イオンモール草津
- 京阪草津タウン
- 矢橋町立総合グラウンド
- ニッショー・ニプロ総合研究所
- 西日本旅客鉄道（JR西日本）琵琶湖線 南草津駅
- 草津市立市民交流プラザ